# Antonio Marasco
Antonio Marasco (Torre Annunziata, 19 febbraio 1970) è un allenatore di calcio ed ex calciatore italiano, di ruolo centrocampista.

## Biografia
Sposato con Lina, ha tre figli: Gennaro (che ha intrapreso la stessa carriera del padre), Liana e Salvatore, centrocampista dell'Angri.

## Carriera

### Giocatore
Cresciuto nel club della sua città, l'allenatore Aldo Bet lo fa esordire in prima squadra il 26 aprile 1987 nel campionato Interregionale. L'anno successivo colleziona altre 7 presenze giocando stabilmente dal 1988. Nel 1989-1990 è tra i protagonisti della promozione del Savoia in Serie C2 con 5 reti in 32 presenze. Esordisce in Serie C2 il 16 settembre 1990, dove a fine campionato collezionerà 32 presenze e 3 reti. L'anno successivo si trasferisce all'Avellino, rimanendo in Irpinia per cinque anni dove conquista una promozione in Serie B e subisce una retrocessione in Serie C1.
Nel 1996 ritorna al Savoia in Serie C1 nelle vesti di capitano. Perde la finale play-off contro l'Ancona per la promozione in Serie B.

Nel 1997, dopo 9 presenze con il Savoia passa alla Reggiana in Serie B, restandovi per un anno.
Nel 1998 va all'Hellas Verona con cui vince il campionato cadetto, segnando fra l'altro il gol promozione contro il Napoli nella sfida del 6 giugno 1999.
Esordisce in Serie A il 29 agosto 1999 in Inter-Verona (3-0) e il successivo 12 settembre sigla la sua unica rete in massima serie contro il Lecce.  Il campionato si conclude positivamente, con il Verona di Cesare Prandelli che conquista la partecipazione nel torneo Intertoto, ma il giocatore decide di scendere in serie B per seguire l'allenatore nell'ambizioso Venezia che il presidente Maurizio Zamparini sta allestendo e con cui guadagna l'immediata promozione nel massimo campionato.
Nel 2002, quando il presidente del Venezia Maurizio Zamparini acquista il Palermo, porta con sé dieci calciatori in rosanero, tra cui anche Marasco, il quale resta in Sicilia fino a gennaio, quando passa al Modena. La sua carriera in gialloblu termina quando a fine campionato 2003-2004 viene condannato a tre anni di squalifica per il calcioscommesse e definitivamente prosciolto nel 2013.
Nel 2005-2006 riprende a giocare nel Savoia, sua squadra di origine, tra i Dilettanti. L'anno successivo veste la fascia di capitano della Scafatese in Serie D ottenendo ancora una promozione e aiutando la squadra a tornare, dopo 59 anni, tra i professionisti.
Nella 2007 firma per la Sangiuseppese e nel novembre dello stesso anno rescinde il contratto e firma un biennale con l'Aversa Normanna, con la quale il 4 maggio conquista la promozione in Serie C2.

Nella stagione 2008-2009 passa al Pianura neopromosso in Serie D. Dopo questa breve parentesi fa ritorno ad Aversa dove ritorna anche l'allenatore Raffaele Sergio che lo rivuole con lui.

### Allenatore
È proprietario della Mara8, una scuola calcio che prende il suo nome.
Nel luglio 2014 assume l'incarico di responsabile del settore giovanile del Savoia.
L'11 ottobre viene chiamato a guidare l'Aversa Normanna, formazione che milita nel girone H della Serie D.
Il 25 agosto 2020 il Gragnano affida la panchina ad Antonio Marasco.
Nell'estate 2022 si accorda con la Polisportiva Lioni, che disputerà il campionato campano di Eccellenza. Il 30 Novembre seguente, con la squadra ultima in classifica, a pari punti con il Vico Equense, viene esonerato 

## Palmarès

### Club

#### Competizioni nazionali
- Campionato Interregionale: 1

Savoia: 1989-1990
- Campionato italiano di Serie B: 1

Hellas Verona: 1998-1999
- Campionato italiano Serie D: 2

Scafatese: 2006-2007
Aversa Normanna: 2007-2008
- Scudetto Dilettanti: 1

Aversa Normanna: 2007-2008